# Гаст Грьобер
Гаст Грьобер (на люксембургски: Gast Groeber) е люксембургски писател на произведения в жанра съвременна проза.

## Биография и творчество
Гаст Грьобер е роден на 1 май 1960 г. в кв. Холерих, град Люксембург, Люксембург. Отраства в Холерих и завършва гимназия в столичния Атенеум през 1980 г. Следва във Висшия педагогически институт във Валферданж, Люксембург.
От 1982 г. той преподава в редица начални училища в Люксембург. От 2007 г. е ръководител на Центъра Технолинк в град Люксембург, подразделение на училищната администрация, което отговаря за оборудването на училищата с компютри, интернет и нови технологии. В периода 1981 – 1982 г. публикува малки статии във вестниците „De Kregéilert“ и „Zoustänn“.
Първият му роман „De Griss“ е издаден през 2010 г. Той разказва историята на младежка група, която се сприятелява с маргинализиран и странен старец в селската общност, страховете и нагласите на младежите към живота и социалния контрол, ценностите на приятелството и уважението като основа на социалното взаимодействие.
През 2013 г. е издаден сборникът му с разкази „Всеки ден крие в себе си друг“. Той съдържа девет истории, чиито герои са белязани от някакъв вид загуба, момент който прекъсва плавния им ритъм на живота и ги предизвиква да преосмислят всичко и да сменят гледната си точка. Сборникът е отличен е с Люксембургската награда за литература през 2014 г., а през 2016 г. получава наградата за литература на Европейския съюз.
През 2018 г. разказът му „Aktuelle Wetterwarnung: überwiegend dichter Nebel“ (Текущо предупреждение за времето: предимно гъста мъгла) е отличен с наградата на евродепутатите в конкурса „A European Story: EUPL Winners Write Europe“ (Европейски истории).
Новелата му „Zweemol schwaarze Kueder“ (Два пъти черна овца) от 2018 г. получава наградата на журито на Люксембургската награда за литература.
Той поддържа блог, в който публикува впечатления и бележки, непубликувани текстове и мисъли.
Гаст Грьобер живее със семейството си в Люксембург.

## Произведения

### Самостоятелни романи
- De Griss (2010)
- Manu (2012)
- Weekend mat Bléck op Fräiheet (2015)

### Сборници
- All Dag verstoppt en aneren (2013) – награда за литература на ЕС
Всеки ден крие в себе си друг, изд.: „ICU“, София (2019), прев. Елена Димитрова
- Eng Stad ënnert dem Himmel (2016)

### Новели
- Zweemol schwaarze Kueder (2018)